# 축삭둔덕
축삭둔덕(axon hillock)은 신경 세포에서 축삭과 세포체가 연결되는 원추 모양의 부위를 말한다. 신경세포의 막전위가 세포체에서 축삭으로 가기 전에 마지막으로 통합되는 장소이다. 오랫동안 이 부위에 활동전위를 만들어내는 특별한 구조가 있을 것이라는 가설이 있었는데, 지금은 둔덕의 끝자락쪽 축삭이 시작되는 위치에 있는 축삭기시부에서 시작된다는 것이 중론이다.